# 日芸 (美術)
株式会社日芸（にちげい、英: nichigei Corporation）は東京都江東区青海1-1-20に本社を置く美術製作・美術セットデザイン・大、小道具・リース運営管理等を行う総合美術会社である。

## 沿革
- 創業1959年
- 企業設立1959年

テレビ朝日、フジテレビに営業所を持つ。

## 主な事業内容
TV番組、生コマーシャル、VTRCM等のセットデザイン
商品撮影用機材の貸出し、撮影立ち合い、撮影用美術(大道具、小道具)、
舞台装置、装飾の企画デザイン及び製作とそれに付帯する事業。

## 主な営業品目

### 映像美術企画製作
- セットデザイン・製作・施工
- ロケセットデザイン・製作・施工
- 美術進行
- 小道具企画デザイン・製作
- 特殊小道具企画デザイン・製作
- 小道具コーディネート・リース
- 特殊操演機器コーディネート・リース
- ターンテーブル・リース
- 乳半アクリル商品台・リース

### 展示企画製作
- ディスプレイ企画・製作・施工
- ジオラマ企画・製作・施工

### グラフィックス
- グラフィックデザイン
- フリップ
- キャラクターデザイン
- ロゴ入りウレタンマイクカバー
- ロゴ入りマイクフラッグ